# Cute Is What We Aim For
Cute Is What We Aim For ist eine im Jahre 2005 gegründete US-amerikanische Alternative-Rock-/Pop-Punk-Band aus Buffalo, New York.

## Geschichte

### Die Anfänge
Cute Is What We Aim For wurde im Januar 2005 als ein Nebenprojekt von Cherry-Bing-Sänger Shaant Hacikyan und Gitarrist Jeff Czum, zusammen mit deren Cousin und A-New-Hope-Bandmitglied Fred Cimato und Tom Falcone an der Rhythmusgitarre und am Schlagzeug gegründet.
Der Bandname entstand bei einem Telefonat zwischen Cimato und Hacikyan, indem Hacikyan ihm nach einem „coolen“ Bandnamen fragte. Auf Englisch gebrauchten sie das Wort „cute“, was umgangssprachlich so viel wie „cool“ in den USA bedeutet.

### The Same Old Blood Rush with a New Touch

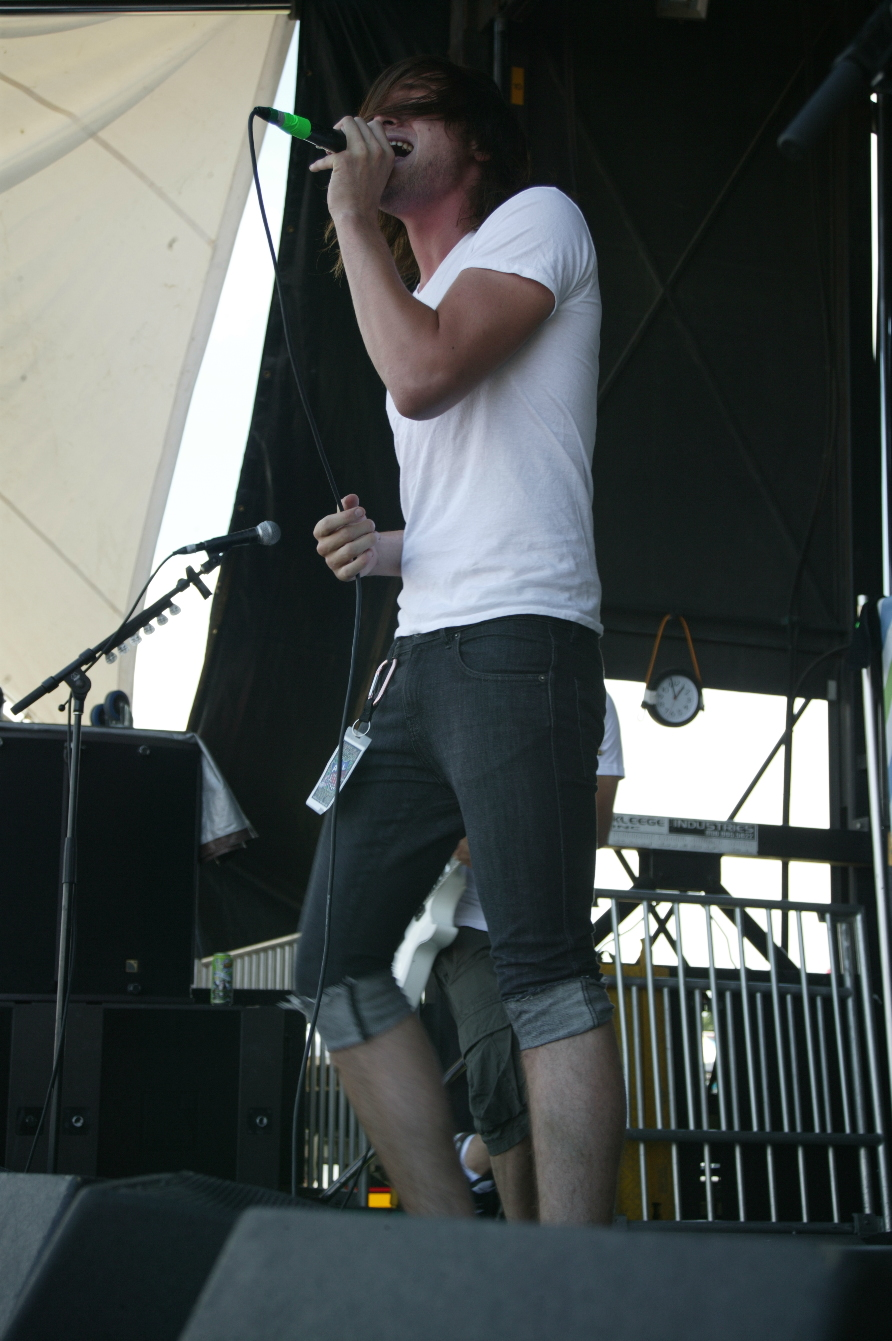
Cute Is What We Aim For, Warped Tour 2007

Am 20. Juni 2006 erschien das Debütalbum The Same Old Blood Rush with a New Touch in den USA und stieg in der ersten Woche auf Platz 75 der Billboard 200 ein. Mit 13.651 verkauften Alben, in der ersten Woche, brachen sie den internationalen Labelrekord von Panic! at the Discos A Fever You Cant Sweat Out aus dem Jahre 2005 um 4.000 Alben. Im Januar 2007 hatte sich das Album bereits 94.410 Mal verkauft. Ihre erste Singleauskopplung There's a Class for This von Regisseur Jay Martin hatte am 17. Juli 2006 auf mtvU Videopremiere. Im Februar 2007 erschien die zweite Single The Curse of Curves auf dem amerikanischen Markt.
Am 4. April 2007 gab die Band den Ausstieg von dem gerade erst seit sechsmonatigen neuem Bandmitglied Gitarrist Jack Marin bekannt, als Ersatz für ihn sprang Fred Cimato ein, der die Band zuvor vor 7 Monaten aus privaten Gründen verlassen musste. In einem Interview im Oktober 2007 wurde er gefragt, ob er seine Rolle in der Band wieder als langfristiges Arrangement sieht. „Auf jede Fälle ist es ein langfristiges Arrangement in der Band zu bleiben. Ich hatte 7 Monate zu Hause Zeit, um meinen High School Abschluss zu machen. Nach dieser Zeit merkte ich, wie sehr mir die Musik fehlte. Ich war überglücklich, dass ich nochmals diese Chance bekam.“
Die dritte Auskopplung aus dem Album ist die Single Newport Living von Regisseur Dylan Steinberg der dazu einen Zusammenschnitt aus über 15 Stunden Bildmaterial der Bandmitglieder auf Tournee und einem Konzert in Chicago zusammenfügte. Das Video wurde am 29. Oktober 2007 veröffentlicht. Außerdem veröffentlichte die aktuelle Plattenfirma von Cute Is What We Aim For Fueled By Ramen am 20. November 2007 ein Re-Release des Albums The Same Old Blood Rush with a New Touch als MVI-Version, mit Bonus-Songs, Videos und Bildern der Band.
Nach dem Ende der Young Wild Things Tour 2007 mit Fall Out Boy, Gym Class Heroes und den Plain White T’s durch 19 amerikanische Städte, nahm sich die Band eine Auszeit, um an ihrem zweiten Album zu arbeiten.

### Rotation
Erste Gerüchte zu dem neuen Titel des zweiten Albums kamen auf, nachdem Sänger Hacikyan in einem seiner Blogs Don't Be So Scared schrieb. Mitte März 2008 verließ Bassist Fred Cimato die Band, Dave Melillo ist als Ersatz für ihn eingesprungen und war von dem Moment an ein offizielles Mitglied der Band. Am 19. März 2008 war das Album laut der offiziellen Internetseite der Band fertig. Im Forum und auf der Internetseite von dem offiziellen Fanklub von Cute Is What We Aim For namens The Social Scene, wurde am 21. April 2008 bekannt gegeben, dass der endgültige Albumtitel Rotation ist.
Die erste Single aus Rotation namens Practice Makes Perfect hatte am 21. April 2008 in der MTV-Serie The Hills Premiere. Das Musikvideo dazu, wurde in Los Angeles am 22. Mai 2008 gedreht und hatte auf MTV2's 'Unleashed' in den USA Premiere. Das Album Rotation erschien am 24. Juni 2008 in den USA. In der ersten Woche wurden 22.000 Kopien verkauft, somit stieg das Album auf Platz 21 der Billboard Top 200 ein.

### Unklare Situation
Am Dienstag, den 18. August 2009 kündigte Sänger Shaant Hacikyan das Ende der Band an, da er zukünftig ein Soloprojekt angehen möchte.
Dave Melillo und Jeff Czum verließen daraufhin die Band.
Jeff, Dave und Mike gründeten eine neue Band mit Namen Nocturnal Me.

### Reunion
Shaant Hacikyan spielt mit Cute Is What We Aim For, im Rahmen einer neuen Besetzung, die „CIWWAF – Spring Tour 2010“, unter anderem mit The Friday Night Boys. Dahingehend wurde zusätzlich eine neue Single mit dem Namen Harbor veröffentlicht. Der bandeigenen Myspace-Seite, als auch einem kürzlich erschienenen Interview ist zu entnehmen, dass die anstehende Tour als Reunion der Band zu betrachten ist und Shaant dieses Projekt künftig fortführen will. Zudem definierte er die Trennung der Band, am 18. August 2009, als Ursache seiner damaligen Alkoholabhängigkeit.

## Diskografie

### Alben
- 2006: The Same Old Blood Rush with a New Touch (Fueled by Ramen)
- 2008: Rotation (Fueled by Ramen)

### Singles
- 2006: There's a Class for This
- 2007: The Curse of Curves
- 2007: Newport Living
- 2008: Practice Makes Perfect
- 2010: Harbor